# Ceratophacidium aristosporum
Ceratophacidium aristosporum är en svampart som först beskrevs av Bonar, och fick sitt nu gällande namn av J. Reid & Piroz. 1966. Ceratophacidium aristosporum ingår i släktet Ceratophacidium och familjen Rhytismataceae.   Inga underarter finns listade i Catalogue of Life.